# Eva Köhler
Eva Köhler, właśc. Eva Luise Köhlerⓘ z domu Bohnet (ur. 2 stycznia 1947 w Ludwigsburgu) – niemiecka germanistka, w latach 2004–2010 pierwsza dama Niemiec jako żona Horsta Köhlera.

## Życiorys
Studiowała historię, germanistykę i religioznawstwo na Wydziale Pedagogicznym w Ludwigsburgu. Od 1972 należała do SPD i popierała politykę wschodnią Willy’ego Brandta. W 1990 wystąpiła z partii, gdyż nie popierała polityki ówczesnego kandydata na kanclerza Oskara Lafontataine’a. Jest znana z promowania nauczania religii w szkołach.

## Życie prywatne

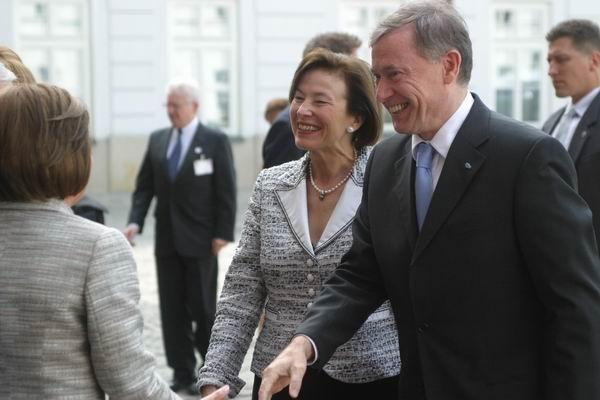
Maria Kaczyńska, Eva Köhler, Horst Köhler (2006)

24 października 1969 poślubiła Horsta Köhlera, z którym miała dwoje dzieci: Ulrike (ur. 1972) i Jochena (ur. 1977).

## Odznaczenia
- Krzyż Wielki Orderu Zasługi RP – 2005[3]